# Sufetula alychnopa
Sufetula alychnopa là một loài bướm đêm trong họ Crambidae.